# Хосе Клементе Ороско
Хосе Клементе Оро́ско (ісп. José Clemente Orozco; нар. 23 листопада 1883, Саполтан — пом. 7 вересня 1949, Мехіко) — мексиканський живописець і графік, один із засновників національної школи монументального живопису та Синдикату революційних живописців, скульпторів і граверів і його член у 1922—1925 роках.

## Біографія
Народився 23 листопада 1883 року в місті Саполтані (тепер С'юдад-Гусман, штат Халіско, Мексика). Навчався в Мехіко:
- у 1897—1899 роках у Національній сільськогосподарській школі;
- у 1904—1908 роках у Національній підготовчій школі на відділенні математики і архітектури;
- у 1908—1914 роках в Академії мистецтв.

У 1910—1917 роках брав участь у Мексиканській революції; у 1911—1915 роках співпрацював з революційною пресою. Через політичні переслідування в 1917—1919 і 1927—1934 роках жив в США. 1932 року подорожував по Європі.
Помер в Мехіко 7 вересня 1949 року. Похований в Мехіко в Ротонді видатних діячів.

## Творчість
У 1913—1917 роках виконав серію акварелей «Мексика в революції». Виконав розписи:
- у 1922—1927 роках в Національній підготовчій школі в Мехіко:
- «Материнство»;
  - «Руйнування старого світу»;
  - «Окоп»;
  - «Мир»;
  - «Революціонери» та інші;
- у 1925 році в «Каса де Асулехос» в Мехіко;
- у 1926 році в промисловій школі в Орісабі (штат Веракрус).

В еміграці у США створив розписи в:
- Помона-колледжі в Клермонті (1930, фреска «Прометей» та інші);
- Новій школі соціальних досліджень в Нью-Йорці (1930—1931);
- бібліотеці Бейкера Дартмут-коледжа в Гановері (1932—1934, фрески «Латинська Америка», «Аборигени» та інші).

Після повернення до Мексики розписав:
- Палац образотворчих мистецтв в Мехіко (1934);
- аудиторію Гвадалахарського університету (1936);
- Палац уряду (1937, фреска «Мігель Ідальго», 1948—1949) і Оспісіо Кабаньяс (1938—1939, розпис на куполі «Вогняна людина») в Гвадалахарі;
- бібліотеку «Габіно Ортіс» в Хікільпані, штат Мічоакан (1940);
- будівлю Верховного суду в Мехіко (1940—1941);
- церкви госпіталю Хесус Насарено в Мехіко (1942—1944);
- Національну школу вчителів в Мехіко (1947—1948, «Національна алегорія»);
- Національний музей історії в Чапультепеці (1948—1949, фреска «Беніто Хуарес»).

Автор численних станкових картин, літографій, малюнків, зокрема:
- поліптих «Пікуючий бомбардувальник» (1940, Музей сучасного мистецтва, Нью-Йорк);
- картини «Битва» (1920), «Прометей» (1949) — обидві в збірці А. Каррільо Хіля в Мехіко.

Також відомий як ілюстратор.

## Вшанування пам'яті
У 1949 році в Гвадалахарі відкрито Музей-майстерню Ороско.